# Tevatron
Tevatron var en proton-accelerator ved Fermilab i Chicago i USA. Tevatron var frem til konstruktionen af Large Hadron Collider (LHC) på CERN den største protonaccelerator i verden. Det var en synkrotron som bestod af en 6,86 km lang ring, hvori proton og antiproton blev accelereret til energier på op til 1 TeV (1000 GeV).
Tevatronen stod færdig i 1983 og kostede dengang 120 millioner USD. Forskingsprogrammet ved Tevatronen blev afsluttet i september 2011 på grund af budgetnedskæringer og fordi LHC havde overtaget som verdens kraftigste accelerator.
Den vigtigste opdagelse der blev gjort med Tevatronen var top-kvarken som blev opdaget i 1995. Det var det sidste fundamentale fermion som indgår i standardmodellen indenfor partikelfysik.
| Fysik | Spire Denne artikel om fysik er en spire som bør udbygges. Du er velkommen til at hjælpe Wikipedia ved at udvide den. |

41°49′55″N 88°15′06″V / 41.831904°N 88.251715°V